# Michel Teló
Michel Teló (* 21. Januar 1981 in Medianeira, Paraná) ist ein brasilianischer Latin-Pop-Sänger.

## Karrierebeginn
Mit zwölf Jahren sang Teló bereits in einer Band; 1997 wurde er Sänger der Grupo Tradição, einer Band aus dem brasilianischen Bundesstaat Mato Grosso do Sul, die sich der populären Sertaneja-Musik verschrieben hatte. Fast jährlich veröffentlichte er mit ihr neue Alben und war auch als Songwriter und Mundharmonikaspieler beteiligt. Nach zwölf Jahren beschloss er, eine Solokarriere zu starten, und trennte sich einvernehmlich von den Bandkollegen. Nach seinem Weggang wurde das letzte gemeinsame Album Micareta Sertaneja 2 für einen Latin Grammy in der Kategorie für brasilianische Musik nominiert.
Bereits 2009 veröffentlichte Teló sein erstes Soloalbum Balada Sertaneja. Ein erster Hit daraus war Ei, Psiu! Beijo, Me Liga. Wenig später erschien sein erstes Live-Album Michel Teló Ao Vivo, das mit Gold ausgezeichnet wurde. Es enthielt unter anderem auch den Song Fugidinha, der ihm den Durchbruch und Platz eins in den brasilianischen Hot 100 brachte.

## Der Erfolg vonAi Se Eu Te Pego!
Sein größter Hit, die Tanznummer Ai Se Eu Te Pego! (‚Wehe, wenn ich dich kriege‘), wurde im Sommer 2011 ein weiterer Nummer-eins-Radiohit in den brasilianischen Hot 100. International bekannt wurde das Lied, als der brasilianische Fußballspieler Neymar in einem in der Spielerkabine aufgenommenen YouTube-Video dazu tanzte. Das Video wurde mehrere Millionen Mal aufgerufen. Im Oktober 2011 vollführte dann der für Real Madrid spielende Cristiano Ronaldo die für das Lied kreierten Tanzbewegungen auf dem Platz, nachdem er ein Tor erzielt hatte. Dadurch wurde Ai Se Eu Te Pego! in Spanien so populär, dass es Mitte November in mehreren Versionen in die Charts kam. Eine Woche später stieg die Version von Michel Teló direkt auf Platz 1 ein. In kürzester Zeit verbreitete sich zuerst die Tanzbewegung auf den europäischen Fußballplätzen und dann das Lied in den Charts. In Italien stieg es auf Platz 1 der Downloadcharts, später wurde es Nummer eins in Belgien und den Niederlanden und auch in den deutschsprachigen Ländern konnte es Platz eins erreichen. Dazu trug auch bei, dass der Titel im Januar 2012 im Rahmen der von einem Millionenpublikum verfolgten Fernsehsendung Ich bin ein Star – Holt mich hier raus! von dem brasilianischen Fußballspieler Aílton und weiteren Teilnehmern gesungen und der entsprechende Tanz dazu aufgeführt wurde. Im März 2012 wurde bekannt, dass Ai Se Eu Te Pego! mit über 600.000 verkauften digitalen Einheiten den Rekord als bislang meistverkaufter Single-Download in Deutschland erreichte.
Das Lied ist das mit weitem Abstand meistgesehene portugiesischsprachige Lied der Internetplattform YouTube und das erste, mit dem ein Sänger aus Brasilien in Deutschland Platz eins der Charts erreicht hat. Vor Ai Se Eu Te Pego! war der letzte auf Portugiesisch gesungene Nummer-eins-Hit in Deutschland das Lied Lambada der in Frankreich zusammengestellten und produzierten Gruppe Kaoma.

## Diskografie
Alben
- 2009: Balada Sertaneja
- 2010: Michel Teló Ao Vivo
- 2011: Michel na Balada
- 2013: Sunset

Singles
- 2009: Ei, Psiu! Beijo, Me Liga
- 2010: Amanhã Sei Lá
- 2010: Fugidinha
- 2010: Alô (Léo & Junior feat. Michel Teló)
- 2011: Se Intrometeu
- 2011: Larga de Bobeira
- 2011: Ai Se Eu Te Pego!
- 2012: Humilde Residência
- 2012: Vai Rolar (Victor & Matheus feat. Michel Teló)
- 2012: Barà Barà Berè Berè
- 2012: É Nóis Fazê Parapapá (feat. Sorriso Maroto)
- 2012: Uma Canção de Amor
- 2013: Amiga da Minha Irmã
- 2013: Maria
- 2013: Se Tudo Fosse Fácil (feat. Paula Fernandes)
- 2013: Levemente Alterado (feat. Bruninho & Davi)
- 2013: Como le gusta a tu cuerpo (Carlos Vives feat. Michel Teló, US: ×2Doppelplatin (Latin) )

Videoalben
- 2013: Sunset

## Auszeichnungen für Musikverkäufe
| Goldene Schallplatte - Brasilien - 2014: für das Album Sunset - 2014: für das Videoalbum Sunset - 2018: für die Single Coisa de Deus - Finnland - 2012: für die Single Ai Se Eu Te Pego! - Italien - 2012: für die Single Barà Barà Berè Berè Platin-Schallplatte - Brasilien - 2020: für die Single Casal Modão - Frankreich - 2012: für das Album Michel na Balada - Kanada - 2013: für die Single Ai Se Eu Te Pego! - Polen - 2012: für das Album Michel na Balada - Portugal - 2012: für das Album Michel na Balada | 2× Platin-Schallplatte - Belgien - 2012: für die Single Ai Se Eu Te Pego! - Dänemark - 2012: für die Single Ai Se Eu Te Pego! 3× Platin-Schallplatte - Dänemark - 2012: für das Streaming von Ai Se Eu Te Pego! - Niederlande - 2012: für die Single Ai Se Eu Te Pego! - Norwegen - 2012: für die Single Ai Se Eu Te Pego! 7× Goldene Schallplatte - Mexiko - 2013: für die Single Ai Se Eu Te Pego! | 4× Platin-Schallplatte - Spanien - 2012: für die Single Ai Se Eu Te Pego! 5× Platin-Schallplatte - Schweden - 2012: für die Single Ai Se Eu Te Pego! 7× Platin-Schallplatte - Argentinien - 2012: für die Single Ai Se Eu Te Pego! 8× Platin-Schallplatte - Italien - 2012: für die Single Ai Se Eu Te Pego! |

Anmerkung: Auszeichnungen in Ländern aus den Charttabellen bzw. Chartboxen sind in ebendiesen zu finden.
| Land/RegionAuszeichnungen für Musikverkäufe (Land/Region, Auszeichnungen, Verkäufe, Quellen) | Gold     | Platin       | Verkäufe | Quellen              |
| -------------------------------------------------------------------------------------------- | -------- | ------------ | -------- | -------------------- |
| Argentinien (CAPIF)                                                                          | —        | 7× Platin7   | 140.000  | Einzelnachweise      |
| Belgien (BRMA)                                                                               | —        | 2× Platin2   | 60.000   | ultratop.be          |
| Brasilien (PMB)                                                                              | 3× Gold3 | Platin1      | 185.000  | pro-musicabr.org.br  |
| Dänemark (IFPI)                                                                              | —        | 5× Platin5   | 60.000   | ifpi.dk              |
| Deutschland (BVMI)                                                                           | —        | 3× Platin3   | 900.000  | musikindustrie.de    |
| Finnland (IFPI)                                                                              | Gold1    | —            | 7.423    | ifpi.fi              |
| Frankreich (SNEP)                                                                            | —        | Platin1      | 100.000  | infodisc.fr          |
| Italien (FIMI)                                                                               | Gold1    | 8× Platin8   | 255.000  | fimi.it              |
| Kanada (MC)                                                                                  | —        | Platin1      | 80.000   | musiccanada.com      |
| Mexiko (AMPROFON)                                                                            | Gold1    | 3× Platin3   | 210.000  | amprofon.com.mx      |
| Niederlande (NVPI)                                                                           | —        | 3× Platin3   | 60.000   | nvpi.nl              |
| Norwegen (IFPI)                                                                              | —        | 3× Platin3   | 30.000   | ifpi.no              |
| Österreich (IFPI)                                                                            | Gold1    | 3× Platin3   | 100.000  | ifpi.at              |
| Polen (ZPAV)                                                                                 | —        | Platin1      | 20.000   | olis.pl              |
| Portugal (AFP)                                                                               | —        | Platin1      | 15.000   | Einzelnachweise      |
| Schweden (IFPI)                                                                              | —        | 5× Platin5   | 200.000  | sverigetopplistan.se |
| Schweiz (IFPI)                                                                               | Gold1    | 6× Platin6   | 195.000  | hitparade.ch         |
| Spanien (Promusicae)                                                                         | —        | 4× Platin4   | 160.000  | elportaldemusica.es  |
| Vereinigte Staaten (RIAA)                                                                    | —        | 2× Platin2   | 120.000  | riaa.com             |
| Insgesamt                                                                                    | 8× Gold8 | 59× Platin59 |          |                      |